# Rüdersdorfer Gewässer
Als Rüdersdorfer Gewässer (RüG) wird die elf Kilometer lange Bundeswasserstraße vom Südende des Dämeritzsees bis unterhalb des Stienitzsees im Bundesland Brandenburg bezeichnet, für die das Wasser- und Schifffahrtsamt Berlin zuständig ist. Die RüG sind als Wasserstraßenklasse III ausgewiesen.

## Gewässerabschnitte
Das Rüdersdorfer Gewässer besteht im Wesentlichen aus mehreren Flussstrecken und Seen im Unterlauf des Rüdersdorfer Mühlenfließes. Für die schmalen Teilstrecken verwenden Schifffahrt und Geografie derzeit unterschiedliche Namen.
| Benennungen der Gewässerabschnitte                                                             | Benennungen der Gewässerabschnitte                     |
| ---------------------------------------------------------------------------------------------- | ------------------------------------------------------ |
| Wasser- und Schiffahrtsamt Berlin                                                              | Landesvermessung und Geobasis- information-Brandenburg |
| Gosener Kanal (Teil der anschließenden Bundes- Wasserstraße Seddinsee und Gosener Kanal (WSG)) |                                                        |
| Dämeritzsee                                                                                    |                                                        |
| Flakenfließ                                                                                    | Löcknitz (Unterlauf)                                   |
| Flakensee                                                                                      |                                                        |
| Schleuse Woltersdorf                                                                           |                                                        |
| Kalksee                                                                                        |                                                        |
| Stolpgraben                                                                                    | Rüdersdorfer Mühlenfließ                               |
| Hohler See                                                                                     |                                                        |
| Straußberger Mühlenfließ                                                                       | Rüdersdorfer Mühlenfließ                               |
| Stienitzsee (kein Teil der Bundeswasserstraße)                                                 |                                                        |
| (kein Teil der Bundeswasserstraße)                                                             | Rüdersdorfer Mühlenfließ (Oberlauf)                    |

Rechtlich gehören als Bundeswasserstraßen noch zu den RüG:
- 10,6 km der Löcknitz (Lö), genau genommen überwiegend deren Nebenfluss Neue Löcknitz mit Möllensee, Peetzsee und Werlsee
- der 1,3 km lange Langerhanskanal (LhK) einschl. Kriensee

Die Kilometrierung der Wasserstraße geht zu Berg in nordöstlicher Richtung und beginnt im Dämeritzsee.
- km −0,50 Südende Dämeritzsee (Einmündung Gosener Kanal)
- km 00,00 im Dämeritzsee
- km 01,62 Karl-Marx-Brücke über das Flakenfließ
- km 02,62 Mündung Löcknitz in den Flakensee
- km 03,78 Schleuse Woltersdorf
- km 03,82 Klappbrücke Woltersdorf
- km 06,84 Stolpbrücke
- km 07,80 Autobahnbrücke (Berliner Ring)
- km 09,76 Abzweigung Langerhanskanal
- km 10,48 Ende der Bundeswasserstraße bei Tasdorf

## Geschichte

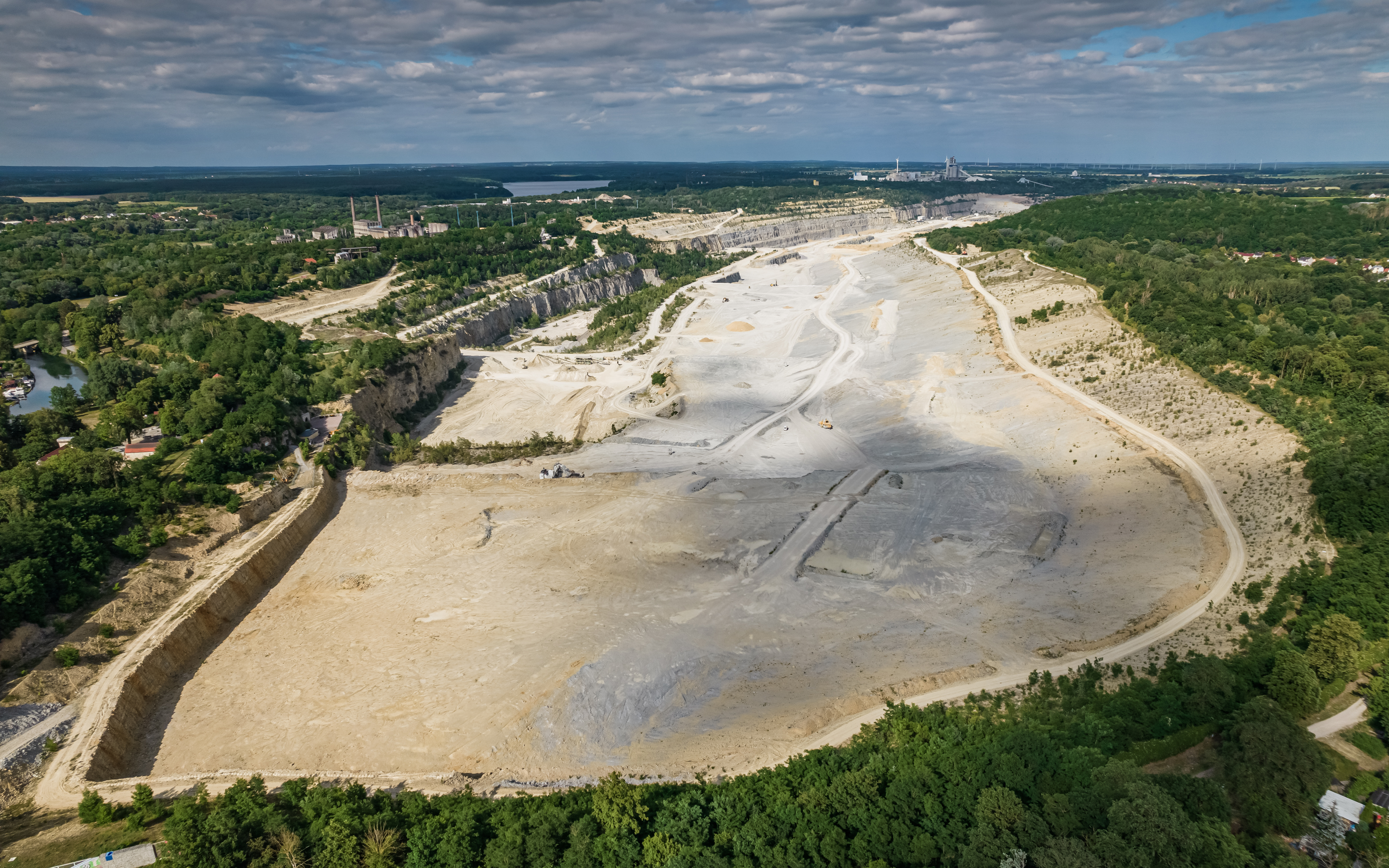
Der Rüdersdorfer Kalksteinbruch

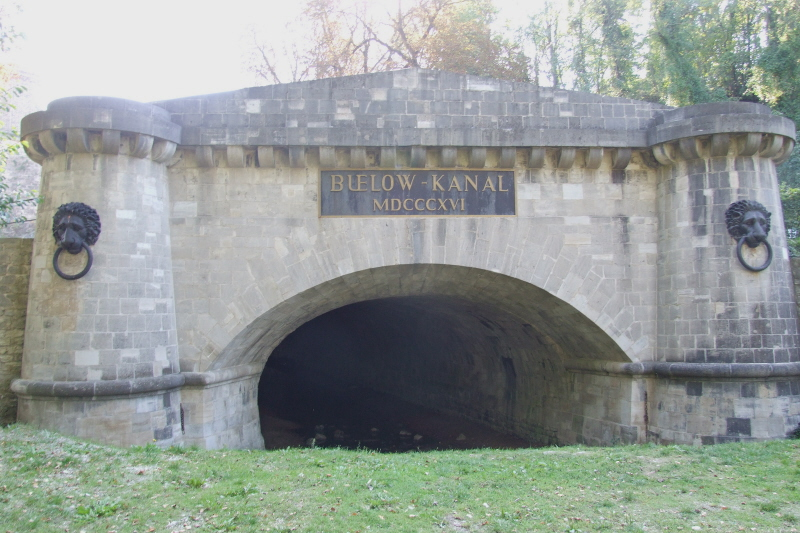
Bülowtunnel

Der Anfang der Gewinnung von Kalkstein in Rüdersdorf in unmittelbarer Nähe der sich entwickelnden Städte an Dahme, Spree, und Havel geht in die Zeit vor 1375 zurück. Im Landbuch Karls IV. wird beklagt, die Mönche aus dem Kloster Zinna, ihnen gehörten die Kalkbrüche, wollten um Steuern zu sparen, den Ertrag aus den Steinbrüchen nicht preisgeben. Eine erste Stauanlage wird um 1550 in Woltersdorf erwähnt. Dabei soll es sich um ein Wehr mit einem Schiffsdurchlass gehandelt haben. Der Bau der ersten Kammerschleuse in Woltersdorf und die Schiffbarmachung des Kalkgrabens zwischen dem Flaken- und Kalksee wird im ersten Amtsjahr des Großen Kurfürsten 1640 erwähnt. Der Transport des gebrochenen Kalksteins fand bis zum Ende des 19. Jahrhunderts ausschließlich mit den damaligen Schiffen, wie Kaffenkähnen, statt. Die Geschichte der Gewässer zwischen der Dahme und Rüdersdorf ist untrennbar verbunden mit den Kalkbrüchen in der Umgebung des Ortes.

„[…] das Rüdersdorfer Kalksteinlager ist das einzige von Bedeutung in der Mark Brandenburg […], es versorgen daher dieselben einen großen Teil der Monarchie mit diesem unentbehrlichen Baumaterial, wozu ihre glückliche Lage an schiffbaren Gewässern viel zur Erleichterung beiträgt.“

Für das Jahr 1847 wurde an der Schleuse Woltersdorf eine abtransportierte Gesteinsmenge von umgerechnet 216.000 Kubikmetern registriert. Bezogen auf die damaligen Schiffe, die Berliner Zillen oder die Polte mit einer Tragfähigkeit von 30 bis maximal 50 Tonnen müssen im erwähnten Jahr mindestens fünftausend Schiffsbewegungen zu Tal und zu Berg an der Schleuse Woltersdorf stattgefunden haben.

### Ausbau der Wasserstraße
Ab 1850 wurde begonnen, die stark frequentierten Rüdersdorfer Gewässer für Schiffe mit größerer Ladefähigkeit auszubauen. Wurden die Schiffe bisher gesegelt, getreidelt und gestakt, konnten mit dem Einsatz erster Schleppdampfer auf den Gewässern sich die Rauminhalte der Kähne genannten Fahrzeuge vergrößern. So wurden nach 1865 die Kanäle zwischen den Seen verbreitert und 1879 bis 1882 die Schleuse Woltersdorf erneuert und auch einige Seenstrecken vertieft. Um die Schleuse Woltersdorf für Schleppkähne mit einer Länge von 65 Metern, dem Plauer Maßkahn, passierbar zu machen, baute man 1893 ein zweites Unterhaupt für die Schleuse. Erst in den Jahren 1957 bis 1959 wurde weitere Baumaßnahmen zur Verbesserung der Schifffahrtsbedingungen durchgeführt. Durch Baggerarbeiten konnte erstmals eine durchgehende Tauchtiefe von 1,85 Meter garantiert werden. Eine Besonderheit an der Wasserstraße war ein Schifffahrtstunnel, der Bülowtunnel, in der Nähe des ehemaligen Zementwerkes I. Rüdersdorf. Dieser wurde durch einen 18 Meter tiefen Einschnitt in die vorhandene Landschaft ersetzt. Drei Brücken wurden neu gebaut. Eine Grundinstandsetzung der einzigen Schleuse in der Wasserstraße fand 1998 statt.

## Schleuse
| Ort         | Name der Schleuse    | Wasserstraßen- kilometer | Daten                                  | Verkehrsfreigabe Baujahr | Anrufkanal Telefonnr. | Koordinaten                      | Bild |
| ----------- | -------------------- | ------------------------ | -------------------------------------- | ------------------------ | --------------------- | -------------------------------- | ---- |
| Woltersdorf | Schleuse Woltersdorf | RüG 3,78                 | L 65,36 m / B 8,60 m / Fallhöhe 2,10 m | 1640 1893 1998           | 79                    | 52° 26′ 33,5″ N, 13° 45′ 51,9″ O |      |